# ۴۶۸ (خورشیدی)
۴۶۸ چهارصد و شصت و هشتمین سال هجری خورشیدی است.

## رویدادها
سرایش علی‌نامه توسط ربیع طوسی که نخستین منظومه حماسی و شیعی به زبان فارسی و به سبک شاهنامه است (۴۸۲ ق.)